# Eburodacrys pinima
Eburodacrys pinima är en skalbaggsart som beskrevs av Martins 2000. Eburodacrys pinima ingår i släktet Eburodacrys och familjen långhorningar. Inga underarter finns listade i Catalogue of Life.